# 海伦娜国家森林
海伦娜国家森林（英語：Helena National Forest）是美国的一处国家森林，1906年4月12日建立，位处蒙大拿州，占地面积984,558英畝（3,984.36平方），最近的城市为海伦娜市。